# Orfejev spomenik
Orfejev spomenik stoji na Slovenskem trgu v mestu Ptuj. Marmorni nagrobnik so postavili v 2. stoletju mestnemu županu (duumviru) Marku Valeriju Veru v takratni rimski provinci Gornji Panoniji. Visok je 5 metrov in širok 1,8 metra. V srednjem veku so ga uporabljali tudi kot sramotilni kamen. 

## Relief
Osrednji relief prikazuje prizore iz mita o Orfeju, ko v žalosti za izgubljeno Evridiko igra na liro. 
Ostali reliefi prikazujejo egipčansko-grškega boga Serapisa, ki simbolizira upanje na ponovno rojstvo. Na vogalih sta zleknjena leva, ki v šapah držita ovnovi glavi. 
Pod tem je relief v timpanonu z upodobljeno boginjo Lune Seleno, ki se vsako noč sklanja nad svojim mrtvim ljubimcem Endimionom. Poskuša ga obuditi iz večnega sna s poljubi svojih žarkov.
Reliefi in napis so se do zdaj že močno zabrisali.
Vlada RS je 28. 2. 2008 sprejela odlok o razglasitvi Orfejevega spomenika na Ptuju za kulturni spomenik državnega pomena .